# Gedera
Gedera (hebrejsky גְּדֵרָה, podle biblických lokalit Gedera a Gederótajim z Knihy Jozue 15,36 , v oficiálním přepisu do angličtiny Gedera) je místní rada (menší město) v Izraeli, v Centrálním distriktu.

## Geografie
Leží v nadmořské výšce 60 metrů, cca 28 kilometrů jižně od centra Tel Avivu a cca 8 kilometrů jihojihozápadně od Rechovot, v Izraelské pobřežní planině.
Město je součástí hustě zalidněného sídelního pásu, který volně navazuje na metropolitní oblast Tel Avivu (Guš Dan). V Izraeli bývá používáno pro tento pás označení „od Chadery do Gedery“. Okolí Gedery je ovšem prostoupeno rozsáhlými okrsky nezastavěné krajiny s intenzivním zemědělstvím. Osídlení v tomto regionu je v naprosté většině židovské.
Gedera je napojena na severojižní dopravní tah dálnice číslo 40. Ve východozápadním směru je to dálnice číslo 7.

## Dějiny
Gedera byla založena roku 1884 jako jedno z prvních novověkých židovských sídel v tehdejší turecké Palestině. Za založením osady stálo hnutí Bilu, které vzniklo v té době v Rusku a už před formálním vznikem sionistického hnutí si vytyčilo plán zemědělského osidlování Palestiny. Koncem roku 1883 koupil Jechiel Michael Pines pozemky v této oblasti, poblíž arabské vesnice Kafr Katra. Na svátky Chanuka roku 1884 se zde usadili první židovští obyvatelé. Během následujících měsíců přicházeli další osadníci a začali zemědělsky obdělávat zdejší pozemky. Na rozdíl od zemědělských osad, které financoval Edmond James de Rothschild, fungovala Gedera od počátku jako ekonomicky nezávislá obec. Prvotní zástavba měla provizorní charakter, část obyvatel přebývala v beduínských stanech. Po roce 1892 došlo k založení základní školy s hebrejským vyučovacím jazykem V roce 1900 žilo v Gedeře 114 lidí. Po roce 1910 původní skupinu obyvatel doplnili židovští přistěhovalci z Jemenu, ale jejich soužití nebylo úspěšné.
Po roce 1917, kdy se Palestina stala britským mandátem, pokračoval rozmach osady, která si ale nadále uchovávala zemědělský charakter. Vesnice byla tehdy napojena na silniční síť. Ve 30. a 40. letech sloužila Gedera jako organizační a výcvikové centrum pro osadnická jádra, jejichž členové pak zakládali v okolí nové zemědělské vesnice. Během první arabsko-izraelské války sloužila Gedera jako hlavní opěrný bod židovských ozbrojených sil v jižní části Palestiny. V květnu 1948 ovládla židovská Hagana sousední arabskou vesnici Kafr Katra, která měla v té době přes 1400 obyvatel. Její obyvatelé odešli a Kafr Katra pak byla z větší části zbořena.
Po válce se počet obyvatel Gedery ztrojnásobil díky příchodu židovských imigrantů včetně nové vlny židů z Jemenu. Pro ně tu vyrostly dva provizorní uprchlické tábory (Ma'abara), které se postupně měnily na běžnou zástavbu. V této době tak Gedera ztrácela vesnický charakter a měnila se na sídlo městského typu.
V Gedeře funguje 28 mateřských škol, šest základních škol a dvě střední školy. Dopravní dostupnost se zlepšila dobudováním dálnice číslo 7, která napojuje Gederu na Transizraelskou dálnici. Poblíž ní pak vyrostla průmyslová zóna o ploše 350 dunamů (0,35 kilometrů čtverečních). Územní plán nadále udržuje venkovský charakter zástavby (důraz na rodinné domy a zákaz budování výškových staveb). Územní plán zde výhledově počítá s výstavbou dalších 45 000 bytových jednotek a Gedera by měla dosáhnout statutu města. V rámci růstu obce vznikla v 90. letech 20. století čtvrť Gedera ha-Cejra tvořená individuální zástavbou. V Gedeře funguje muzeum zaměřené na historii obce a hnutí Bilu.
V lednu 2009 během války v Gaze zasáhla Gederu raketa vypuštěná palestinskými radikály.

## Demografie
Populace Gedery je většinově sekulární (ze šesti zdejších základních škol je jen jedna s náboženskou výukou). Výraznou složkou obyvatelstva jsou židovští imigranti z Etiopie. K roku 2004 tvořili téměř 2000 z tehdejších 14 000 obyvatel města. Podle údajů z roku 2009 tvořili naprostou většinu obyvatel Židé – cca 21 100 osob (včetně statistické kategorie "ostatní", která zahrnuje nearabské obyvatele židovského původu ale bez formální příslušnosti k židovskému náboženství, cca 21 400 osob).
Jde o středně velké sídlo městského typu se setrvalým růstem, který se mimořádně zrychlil od počátku 21. století. K 31. prosinci 2017 zde žilo 27 500 lidí. V období 2000-2009 přesáhl přírůstek 110 %.
| Rok | 1900 | 1914 | 1947 | 1948 | 1950  | 1955  | 1961  | 1972  | 1980  | 1983  | 1990  | 1993  | 1994  | 1995  | 1996  | 1997  | 1998  | 1999  | 2000  |
| --- | ---- | ---- | ---- | ---- | ----- | ----- | ----- | ----- | ----- | ----- | ----- | ----- | ----- | ----- | ----- | ----- | ----- | ----- | ----- |
|     | 114  | 180  | 926  | 965  | 2 500 | 3 900 | 4 561 | 5 629 | 6 000 | 6 583 | 7 800 | 9 700 | 9 400 | 9 066 | 9 200 | 9 500 | 9 700 | 9 800 | 9 900 |

| Rok            | 2001   | 2002   | 2003   | 2004   | 2005   | 2006   | 2007   | 2008   | 2009   | 2010   | 2011   | 2012   | 2013   | 2014   | 2015   | 2016   | 2017   |
| -------------- | ------ | ------ | ------ | ------ | ------ | ------ | ------ | ------ | ------ | ------ | ------ | ------ | ------ | ------ | ------ | ------ | ------ |
| Počet obyvatel | 10 600 | 11 700 | 12 600 | 13 600 | 14 500 | 15 500 | 16 700 | 18 064 | 21 547 | 23 200 | 24 400 | 24 700 | 25 200 | 25 800 | 26 200 | 27 000 | 27 500 |